# Алексеев, Евгений Павлович
Евге́ний Па́влович Алексе́ев (р. 1967, Магнитогорск) — российский искусствовед, краевед; специалист по искусству Урала XX века.

## Биография
Евгений Алексеев родился в 1967 году в Магнитогорске.
После окончания в 1987 году художественно-графического отделения Златоустовского педагогического училища работал художником-оформителем в драматическом театре Златоуста.
В 1995 году окончил факультет искусствоведения и культурологии Уральского государственного университета имени А. М. Горького. Во время обучения работал художником в мультцехе Свердловской киностудии. После окончания университета преподавал на кафедре эстетического воспитания Уральского педагогического университета.
В 2001 году защитил диссертацию на соискание учёной степени кандидата искусствоведения на тему «Художественная жизнь и развитие изобразительного искусства Урала 1920-х годов».
С 2001 года преподаёт на кафедре истории искусств факультета искусствоведения и культурологии Уральского государственного университета имени А. М. Горького (с 2011 года — Уральский федеральный университет имени первого Президента России Б. Н. Ельцина); доцент. Читает курс «Русское искусство XIX века»; разработал авторские курсы «Искусство Урала», «Искусство Екатеринбурга», «Искусство анимации». Занимается проблемами современной художественной жизни Урала.
Один из авторов первого издания «Златоустовской энциклопедии». Автор статей для «Энциклопедии русского авангарда» (2013—2014).

## Научная деятельность
Сфера научных интересов — художественная жизнь Урала XX века. Ввёл в научный оборот новые сведения об известных художниках и ранее не известные имена и события уральского искусства. Помимо научных статей публикует статьи в уральских газетах («Златоустовский рабочий», «Уральский рабочий», «Вечерний Екатеринбург») и литературно-художественных журналах («Урал», «Маски современной культуры»).

## Участие в общественных и творческих организациях
- Член Союза художников России (c 2008)[1]
- Член Ассоциации искусствоведов[6]